# Dacryopinax foliacea
Dacryopinax foliacea är en svampart som beskrevs av B. Liu & L. Fan 1988. Dacryopinax foliacea ingår i släktet Dacryopinax och familjen Dacrymycetaceae.   Inga underarter finns listade i Catalogue of Life.